# Torogrönbulbyl
Torogrönbulbyl (Phyllastrephus hypochloris) är en fågel i familjen bulbyler inom ordningen tättingar.

## Utbredning och systematik
Fågeln förekommer i södra Sydsudan, östra Demokratiska republiken Kongo, Uganda, västligaste Kenya och nordvästligaste Tanzania. Den behandlas som monotypisk, det vill säga att den inte delas in i några underarter.

## Status
IUCN kategoriserar arten som livskraftig.

## Namn
Toro är ett traditionellt kungarike i Uganda.